# Trachinocephalus myops
Trachinocephalus myops és un peix teleosti que pertany a la família Synodontidae.

## Particularitats
És l'unica espècie del gènere Trachinocephalus.